# Pielcani
Pielcani – wieś w Rumunii, w okręgu Aluta, w gminie Făgețelu. W 2011 roku liczyła 51 mieszkańców.